# Pyranin
Pyranin är ett grönt hydrofilt färgämne som används bland annat till att färga fjärrvärmevatten för att den starkt lysande gröna färgen direkt avslöjar även de minsta läckor, och särskiljer detta från 'vanligt' vatten, t.ex. kondens eller regnvatten.
Pyranin används också vid utredningar av avloppsnät när man är osäker på hur rören i äldre dåligt dokumenterade system är kopplade, eller då man vid slutbesiktningen av ett färdigställt arbete vill säkerställa att det utförts på efterfrågat sätt.
Pyranin används också i exempelvis duschtvål, diskmedel, smink och överstrykningspennor.